# Thapelo Maseko
Thapelo Maseko, né le 11 novembre 2003 à Pretoria, est un footballeur international sud-africain qui joue au poste d'ailier gauche au Mamelodi Sundowns. Maseko est considéré comme l’un des meilleurs jeunes joueurs d'Afrique du Sud.

## Biographie

### En club
Maseko est formé au SuperSport United, où il a commencé sa carrière professionnelle. Il a fait une saison impressionnante au cours de la saison 2022-2023, son équipe finit troisième de la Premier Soccer League. Plusieurs clubs étaient intéressés pour le signer notamment le club belge KVC Westerlo.
En juin 2023, il signe pour les Mamelodi Sundowns, club aux 13 titres de Premier League. Il a joué un rôle fondamental dans l'équipe qui a remporté la première Ligue africaine en 2023, marquant le seul but des deux demi-finales contre Al Ahly,,. Il était le meilleur joueur et le meilleur buteur de la compétition.

### En sélection
Maseko est un international sud-africain, ayant joué la Coupe COSAFA 2022,,.
En janvier 2024, il est sélectionné par Hugo Broos pour la CAN 2023 avec l'Afrique du Sud.

## Palmarès
- Coupe d'Afrique des Nations : troisième en 2023.
- Premiership : vainqueur en 2023-2024[11].

Individuel
- Meilleur joueur de la Ligue africaine : 2023
- Meilleur buteur de la Ligue africaine : 2023